# Philip Doyle (canottiere)
Philip Doyle (Lisburn, 17 settembre 1992) è un canottiere e hockeista su ghiaccio irlandese.

## Biografia
Ha frequentato la St. Mary's Primary School di Banbridge dal 1996 al 2004. Ha poi frequentato la Banbridge Academy dal 2004 al 2011 dove ha giocato a hockey vincendo il Bannister Bowl 2006, la Richardson Cup 2007 e 2008, la McCullough Cup 2010 e la Burney Cup 2010 e 2011. Ha giocato in una squadra che ha vinto la All Ireland Schools Cup 2011 e ha raggiunto le semifinali della European Schools Cup nel 2011.
Doyle ha giocato nell'Ulster U16 come difensore centrale quando si è classificato secondo in un torneo interprovinciale. Ha rappresentato l'Irlanda U16 ai campionati europei arrivando sesto in Olanda. Philip ha giocato anche per il club di Banbridge fino al livello di prima squadra, giocando come centravanti nella stagione 2010/11.
In seguito si è dedicato al canottaggio. Ai campionati mondiali di Linz-Ottensheim 2019 ha vinto la medaglia d'argento nel due di coppia, remando con il connazionale Ronan Byrne.
Ha rappresentato l'Irlanda ai Giochi olimpici estivi di Tokyo 2020, classificandosi 10º nel due di coppia con Ronan Byrne.
Con Daire Lynch si qualifica per i Giochi olimpici di Parigi 2024 in cui, il 1° agosto 2024, conquista la medaglia di bronzo nel due di coppia.

## Palmarès
- Giochi olimpici

Parigi 2024: bronzo nel due di coppia.
- Mondiali

Linz-Ottensheim 2019: argento nel due di coppia.
Belgrado 2023: bronzo nel due di coppia.